# Cortinarius chalybeus
Cortinarius chalybeus är en svampart som beskrevs av Soop 2003. Cortinarius chalybeus ingår i släktet Cortinarius och familjen spindlingar.   Inga underarter finns listade i Catalogue of Life.